# Pago Pago
Pago Pago – miasto portowe i, od 1899r., stolica administracyjna Samoa Amerykańskiego, jeden z większych portów w regionie. Aglomeracja miejska Pago Pago poza samym miastem obejmuje kilka wiosek, między innymi Fagatogo, stolicę ustawodawczą i sądowniczą, oraz Utulei, stolicę wykonawczą.
Miejscowość, otoczona przez gęsto zalesione góry, położona jest wzdłuż zatoki, głęboko wcinającej się w południowo-wschodni brzeg wyspy Tutuila. Miejsce to zostało wybrane w 1876r. pod stację nawęglania dla US Navy, przez R.W. Meadena. W latach 1900–1951 znajdowała się tu baza marynarki wojennej. Obecnie w Pago Pago funkcjonuje zwykły port, do którego mogą zawijać wszystkie statki. Jego dominującym towarem eksportowym jest tuńczyk w puszkach. W 1964 roku został otwarty Międzynarodowy Port Lotniczy Pago Pago, jedyny w Samoa Amerykańskim międzynarodowy port lotniczy.
29 września 2009 r. Pago Pago zostało zalane przez tsunami, powodujące dotkliwe zniszczenia oraz śmierć wielu osób.